# تيليلت (اسم)
تيليلت اسم امازيغي انثوي من الأسماء القديمة، وله معنيان في اللغة الامازيغية فقد يعني اسم تيليلت تقديم المساعدة أو النجدة والمعنى الثاني هو الحرية، وفي اللهجات الامازيغية السوسية فإنه يعني مولودة الليل.
اما في اللهجات الريفية فهو يعني الشخص الذكي والجاد.